# Бігунець індійський
Бігунець індійський (Cursorius coromandelicus) — вид сивкоподібних птахів родини дерихвостових (Glareolidae).

## Поширення
Вид поширений в Південній Азії. Трапляється у посушливих районах Індостану від Індо-Гангської рівнини на південь до Шрі-Ланки. Уникає вологих тропічних лісів.

## Опис
Довжина тіла 23-26 см; розмах крил 58–60 см. У самців тіло коричневе, шия помаранчева, горло біле, верхівка голови червонувато-коричнева, лицьова маска чорна з білими краями. Самиця світло-коричнева з темними цятками.

## Спосіб життя
Живе у відкритих середовищах (степах, луках, полях) з низькою рослинністю. Трапляється невеликими зграями. Живиться комахами, яких збирає на землі. Сезон розмноження триває з березня по серпень. Гніздо облаштовує на землі. У гнізді 2-3 крапчастих яєць. Насиджує самиця.